# École de management de Normandie
École de management de Normandie je evropská obchodní škola s kampusy (pobočkami) v Paříži, Le Havre, Caen, Oxfordu a Dublinu. Škola byla založena v roce 1871.

## Popis
Škola je akreditovaná u třech mezinárodních organizací: EQUIS, EPAS a AACSB. Školu absolvovalo přibližně 18500 studentů. Mezi významné absolventy patří Patrick Bourdet (ředitel společnosti Areva Med) a Frédéric Daruty de Grandpré (ředitel společnosti 20 Minutes).

## Programy
École de management de Normandie nabízí magisterský program v oboru managementu (Master in Management), několik specializovaných magisterských programů v oborech jako marketing, finance, média či personalistika (HR). Dále nabízí programy „Executive MBA” a také doktorské studium, které vede k získání titulu Ph.D.

## Mezinárodní srovnání
V roce 2019 se program “Master in Management” umístil na 74. místě v mezinárodním žebříčku deníku Financial Times.